# Dryopsophus genimaculatus
Espèce
Synonymes
- Hyla genimaculata Horst, 1883
- Litoria genimaculata Horst, 1883

Statut de conservation UICN

 LC  : Préoccupation mineure
Dryopsophus genimaculatus est une espèce d'amphibiens de la famille des Pelodryadidae.

## Répartition
Cette espèce est endémique de Nouvelle-Guinée. Elle se rencontre du niveau de la mer à 1 500 m d'altitude.

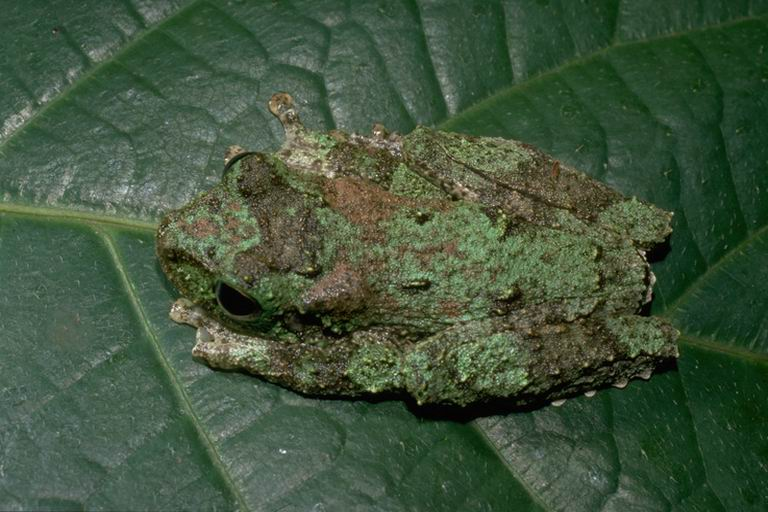
Litoria genimaculata

Les spécimens d'Australie autrefois attribués à cette espèce appartiennent à Litoria serrata.

## Publication originale
- Horst, 1883 : On new and little-known frogs from the Malayan Archipelago. Notes of the Leyden Museum, vol. 5, p. 235-244 (texte intégral).